# 群馬県立伊勢崎東高等学校
群馬県立伊勢崎東高等学校（ぐんまけんりつ いせさきひがし こうとうがっこう）は、群馬県伊勢崎市南千木町にあった公立の高等学校で男子校。
2005年（平成17年）に群馬県立境高等学校と統合して群馬県立伊勢崎高等学校を開校。それに伴い2007年（平成19年）3月17日に閉校した。

## 学校概要
伊勢崎佐波地区唯一の男子高校として1962年（昭和37年）に開校。
略称は伊東（いひがし）。
1962年（昭和37年）の開校以来、同窓生は約1万人に達している。
所在地
- 〒372-0033　群馬県伊勢崎市南千木町1670

設置課程
- 全日制普通科（全6学級）
- 全日制国際科（全1学級）

## 沿革
- 1962年（昭和37年）
  - 11月1日 - 佐波伊勢崎地区の男子普通高校として開校。（当時の校舎は群馬県立伊勢崎工業高等学校内に設置された仮校舎。開設に伴い、群馬県立伊勢崎高等学校（初代）の普通科は1963年度以降の募集を停止。）
- 1963年（昭和38年）
  - 3月31日 - 伊勢崎市今泉町の校舎（一部）が竣工し移転。
  - 4月7日 - 第一回入学式挙行。（普通科250名）
  - 11月1日 - 第一回創立記念式典挙行。
- 1964年（昭和39年）
  - 6月20日 - 校歌完成。
- 1972年（昭和47年）
  - 11月1日 - 創立10周年記念式典挙行。
- 1987年（昭和62年）
  - 3月25日 - 現在地に移転。
  - 4月1日 - 英語科1学級増設、普通科2学級増設。（全8学級）、現校舎が竣工し移転。
  - 11月1日 - 創立25周年、新築移転記念式典挙行。
- 1992年（平成4年）
  - 10月31日 - 創立30周年記念式典挙行。
- 1997年（平成9年）
  - 4月1日 - 英語科を国際科へと転科。
- 2002年（平成14年）
  - 11月1日 - 創立40周年記念式典挙行。
- 2005年（平成17年）
  - 4月7日 - 群馬県立伊勢崎高等学校第1期生入学式。
- 2006年（平成18年）
  - 11月1日 - 創立44周年記念式典挙行。
- 2007年（平成19年）
  - 3月1日 - 第42期生卒業式挙行。
  - 3月17日 - 閉校記念式典挙行。

## 校訓
- 『向学英知』・『自律敬愛』・『練磨創造』

## 校歌・応援歌
校歌
1964年（昭和39年）6月20日制定
- 中田浩一郎（なかたこういちろう）作曲
- 石井歓（いしいかん） 作詞

応援歌
1964年（昭和39年）10月3日制定
- 田中利光（たなかとしみつ） 作曲
- 伊勢崎東高校 作詞

## 主な学校行事
- 4月 - 入学式
- 6月 - 東皐祭
- 8月 - 富士登山〔参加希望者のみ〕
- 9月 - 体育祭〔文化祭を開催しない年度に開催〕、校内球技大会〔文化祭を開催しない年度は7月に開催〕
- 10月 - 修学旅行〔2年生、普通科は九州方面で国際科はマレーシア〕
- 11月 - マラソン大会
- 1月 - 寒稽古、高校入試前期選抜
- 3月 - 卒業式、高校入試後期選抜

　文化祭
東皐祭（とうこうさい）と呼ばれ、3年に一度、2日間実施される。

## 部活動・愛好会
- 野球部
- 陸上競技部
- バスケットボール部
- バレーボール部
- テニス部
- ラグビー部
- 柔道部
- 剣道部
- 弓道部
- 卓球部
- 空手道部
- サッカー部
- 山岳部
- 水泳部
- バドミントン部
- 應援團
- 新聞部
- 放送部
- 英語部
- 吹奏楽部
- 音楽部
- 写真部
- 生物園芸部
- 物理部
- 文芸部
- 地学部
- 美術部
- JRC部
- 将棋・囲碁部
- 演劇愛好会
- 料理愛好会
- 書道愛好会

## 交通アクセス
- 東武伊勢崎線剛志駅（駅から徒歩約10分）

## その他
- 2004年度スーパー・イングリッシュ・ランゲージ・ハイスクール(SELHi) 指定校。
- バレーボール部は春高バレーベスト16、インターハイ決勝トーナメント出場を決めるなど強豪として知られている。
- 2005年（平成17年）4月7日から新設の群馬県立伊勢崎高等学校が同じ校舎に同居していた。
- 生徒会誌として「東皐（とうこう）」を発行していた。※2005年度より新設の伊勢崎高校生徒会と合同で発行。

## 著名な卒業生
- 樋口有介（5期生、推理作家）
- 五十嵐清隆（7期生、元伊勢崎市長、元群馬県議会副議長）
- 岡田浩暉（19期生、歌手、俳優）
- 新井敏弘（20期生、ラリードライバー）
- 石関貴史（25期生、元衆議院議員）
- 荻野稔（39期生、東京都大田区議会議員、バーチャルYouTuber）